# Colette Carr
Colette Carr (Malibu, Kalifornia, 1991. január 6. –) egy amerikai énekesnő és rapper. Colette Malibuban született. A Cherrytree Records amerikai lemezkiadó szerződtette le, amely gondozásában adta ki Back It Up című kislemezét 2009-ben. Debütáló, Skitszo című albuma várhatóan 2012-ben jelenik meg. Erről az első kislemez, a (We Do It) Primo 2011. május 11-én jelent meg, a második, a Sex (közreműködik New Boyz) pedig 2011. december 13-án.

## Karrier

### Kezdetek
Carr születésétől fogva szerette a zenét: „Zenével nőttem fel. A Walkman-em éjjel-nappal szólt…” Carr eredetileg teniszező volt, viszont egy hátsérülés miatt be kellett fejeznie ezen tevékenységét: „Nem akartam megbénulni, így kitűztem egy új célt magam elé.”

### 2009–10: Karrieri kezdetek
Carr-t egy Game koncerten fedezték fel. Stroy Moyd a közönség soraiból kért önként jelentkező személyt, aki freestyle tehetségét mutatná meg a közönségnek. Ezt végül Carr vállalta el: a közönség pozitívan vélekedett róla, Colette pedig „beleszeretett” az előadásba. 2009-ben kiadta debütáló, Back it Up című kislemezét, egy  Richie Mac által rendezett videóklippel. Colette felkeltette Nick Cannon érdeklődését, így a N'crediable Records kiadóhoz szerződött. 2010-ben Bitch Like Me című dalához adott ki videót, melyet Jonathan Singer-Vine rendezett. Promóciós kislemezként jelent meg. 2010-ben egy mixtape-t adott ki, mely a Sex Sells Stay Tooned címet kapta, és közel 100 000 letöltője akadt egy év alatt.

### 2011–jelen:Skitszo
Carr debütáló albuma, a Skitszo 2012-ben jelenik meg. Erről az első kislemez, a (We Do It) Primo 2011. május 11-én jelent meg, és a Billboard Uncharted Artists lista első helyét szerezte meg a szám. Egy interjúban kifejezte, az album címe szkizofrén unokatestvére, Robin felé tiszteletadás. Carr a Frankmusik No I.D. című kislemezén is közreműködött (a Do It in the AM című albumról). A Skitszo második kislemeze, a Sex (közreműködik New Boyz) 2011. december 13-án jelent meg.

## Diszkográfia

### Albumok
- Skitszo (2012)

### Kislemez
- 2009: Back It Up
- 2011: (We Do It) Primo
- 2011: Sex (közreműködik  New Boyz)"

### Közreműködő előadóként
- 2010: Take U Home (Stereos)
- 2010: Go Ape (Far East Movement és Lil Jon)
- 2011: No I.D. (Frankmusik)

### Videóklip
- 2009
  - Back It Up (Rendező: Richie Mac)
  - Club Love
- 2010
  - Bitch Like Me (Producer: Jamee Bosworth, Director: Jonathan Singer-Vine)
  - Like a G6  (Rendező: Matt Alonzo)
  - Cali, Cali, Cali
- 2011
  - Party Rock Anthem
  - (We Do It) Primo (Producer: Jamee Bosworth, Director: Nate Weaver)
  - Do It In The AM
  - Famous
  - No I.D.
  - Pretty Girl Shake It
- 2012
  - Like I Got A Gun
  - F16
- 2013
  - Why Are You Leaving?
  - Never Gonna Happen
  - HAM
  - Christmas Wrapping

### Mixtape-k
- 2010: Sex Sells Stay Tooned